# 勞格里斯威奇 (印地安納州)
勞格里斯威奇（英語：Laughery Switch）是位於美國印地安納州里普利縣的一個非建制地區。目前其面積與人口資料未詳。

## 地理
勞格里斯威奇位於海拔266公尺（873英呎）處。該地所處的時區為北美東部時區（EST），標準時間為UTC-5；在實施夏令時間期間，則為UTC-4（EDT）。